# Кім Джі Хьон
Кім Джі Хьон (кор. 김지현) — корейський фристайліст, що спеціалізується на могулі і паралельному могулі. Професійну кар'єру розпочав 21 серпня 2009 року у віці всього-лише 13 років на етапі Кубка Австралії і Нової Зеландії. Тоді він був лише 36-им. Півтори роки не брав участі у великих змаганнях і лише згодом отримав путівку на чемпіонат світу у Дір-Веллі. Там він був 30-им у могулі і не фінішував у паралельному могулі. Після цього взяв участь у Супер Континентальному кубкові і ще в одному етапі Кубка Австралії і Нової Зеландії. І 12 лютого 2012 року дебютував на етапах Кубка світу у китайському Бейда-Лейк.

## Здобутки

### Чемпіонати світу
| № | Дата       | Місце                                      | Дисципліна        | Результат | Очки |
| - | ---------- | ------------------------------------------ | ----------------- | --------- | ---- |
| 1 | 02/02/2011 | Чемпіонат світу з фристайлу 2011 Дір-Веллі | Могул             | 30        | 8.30 |
| 2 | 05/02/2011 | Чемпіонат світу з фристайлу 2011 Дір-Веллі | Паралельний могул | DNF       | ---  |